# IC 2809
IC 2809 је појединачна звијезда у сазвјежђу Лав која се налази на листи објеката дубоког неба у Индекс каталогу.
Деклинација објекта је + 8° 31' 40" а ректасцензија 11h 25m 37,8s.